# 演歌
演歌（えんか）は、
1. 明治時代の自由民権運動において政府批判を歌に託した演説歌の略[1]。
2. 1920年代に演歌師によって広められた流行歌[2]。
3. 1960年代半ばに日本の歌謡曲から大衆芸能として人気となった、娯楽的な歌曲の分類の一つ。当初は「艶歌」や「怨歌」の字も当てられていたが、1970年代初頭のビクターによるプロモーションなどをきっかけに「演歌」が定着した[1][注釈 1]。ここでは1.2.3を概説する。

## 特徴

### 音階法・歌唱法
日本古来の民謡等で歌われてきた音階を平均律に置き換えた五音音階（ペンタトニック・スケール）が用いられることが多い。西洋音楽の7音階から第4音と第7音を外し、第5音と第6音をそれぞれ第4音と第5音にする五音音階を使用することから、4と7を抜くヨナ抜き音階と呼ばれる音階法をとる。
この音階法は、日本初のヨナ抜き短調曲である「美しき天然」の影響を受けた古賀政男によって古賀メロディーとして定着した。ただし、ヨナ抜き音階そのものは「船頭小唄」「籠の鳥」など演歌以外でも多く使用された。古賀メロディーはクラシックの正統派・藤山一郎の声楽技術を解釈したクルーン唱法で一世を風靡したが、のちに演歌歌手が小節を利かせて崩しながら歌うようになった。楽器はクラシック・ギター・アコースティックギターやヴァイオリンが多用される。
歌唱法は「小節（こぶし）」（メリスマとほぼ同義）を多用しビブラートを深く入れる。

### テーマ・曲想
歌詞には“故郷・酒・恋・失恋・結婚・親子・別れ・死・涙・海・北国・雪・雨”がよく取り上げられ、情愛や悲恋などを歌ったものが多い。切なさを表すため短調の曲が多い。
男女間の情愛以外のテーマには以下のものがある。
- 幸せ夫婦物…村田英雄「夫婦春秋」・三笠優子「夫婦舟」・川中美幸「二輪草」など。
- 母物…菊池章子・二葉百合子「岸壁の母」・金田たつえ「花街の母」など。
- その他家族物…鳥羽一郎「兄弟船」・芦屋雁之助「娘よ」・大泉逸郎「孫」など。
- 人生物、心意気物…村田英雄「人生劇場」「花と竜」・北島三郎「山」「川」・中村美律子「河内おとこ節」など。
- 股旅物…ディック・ミネ「旅姿三人男」・橋幸夫「潮来笠」・氷川きよし「箱根八里の半次郎」など。
- 任侠物…北島三郎「兄弟仁義」・高倉健「唐獅子牡丹」など。
- 歌謡浪曲物…三波春夫「俵星玄蕃」「大利根無情」「紀伊国屋文左衛門」・村田英雄「王将」「無法松の一生」・真山一郎「刃傷松の廊下」など。
- 望郷物…春日八郎「別れの一本杉」・三橋美智也「リンゴ村から」・北島三郎「帰ろかな」・千昌夫「北国の春」「望郷酒場」など。
- 音頭

男女の情愛に特化され、演歌よりも都会的なムード歌謡もあり、演歌とそれ以外のジャンルを明確に分類することは難しい。演歌は「日本のソウルミュージック」とも呼ばれる。

## 歴史

### 「演説歌」としての演歌

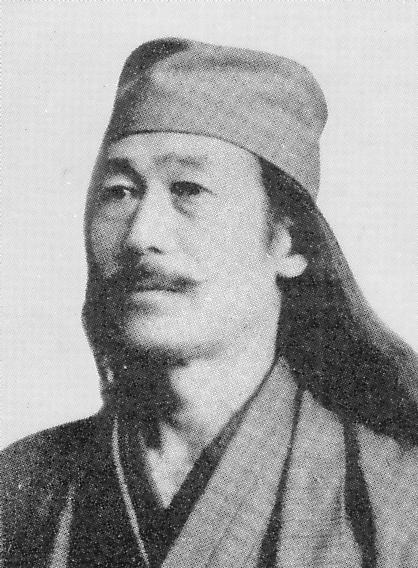
添田唖蝉坊（1920年）

「演歌」の始まりは、19世紀末の自由民権運動である。藩閥政府に反発する公開演説会に対する当局の監視が強くなった時、圧力をかわすために政治を風刺する歌（プロテストソング）として「演説歌」が生まれた。その流行歌の始まりとなった「オッペケペー節」は、現代の保守的な演歌とは似ても似つかないものであった。リズミカルでメロディーを持たない、アナーキーな節は現代のラップに近かった。ほかには加波山事件をもとにした「ダイナマイト節」などが知られる。
20世紀に入るころには自由民権運動も一段落し、演説歌の内容にも変化が訪れる。題材が社会問題に関する風刺に代わってゆくとともに、ヴァイオリンでの伴奏が導入されるなど、芸の要素が強まった。担い手も政治運動を生業とする壮士から書生によるアルバイトに移行し、商業的な存在になった。この時期の作品にはしののめ節・ラッパ節・ハイカラ節などがある。昭和初期にレコード歌謡の市場が完備されると演歌師の活動も厳しくなり、盛り場で「流し」をして生計を立てるのが一般的になる。
この時期の演歌について実証的な研究は少なく、同時代の演歌師であった添田唖蝉坊とその息子、添田知道の著作が主要な情報源として用いられる。一方でその証言に対しては、倉田喜弘や西沢爽が実証的な批判的研究を行っている。

### 戦前における日本調の歌の変遷
1930年代には、鳥取春陽や古賀政男らによりジャズ・クラシックが大衆歌に導入され、歌詞も叙情詩的なものへと移り変わる。軍国化が進むなか、あきれたぼういずによる「四人の突撃兵」（1938年）は世相を皮肉る演説歌の要素を踏襲した。
この時期のレコード歌謡において同時代的に「演歌」と呼ばれた作品・ジャンルはないが、それに類する曲調の楽曲がある。「船頭小唄」は関東大震災後の世相に合致し大流行した。同曲の厭世的な歌詞やヨナ抜き短音階などの特徴は、後の演歌の音楽的特徴を先取りしていた。同曲は楽譜として売り出されたのが演歌師によって歌い広められて話題を呼び映画化、無声映画であったため演歌師が実演するという、レコード界と演歌師のコラボレーションで知名度を上げた。そのころ、演歌師の鳥取春陽が「船頭小唄」の作風を踏襲した「籠の鳥」をレコード発売してヒットする。鳥取春陽はその後、オリエントレコードの専属作曲家へと転身した。
また、ヨナ抜き長音階としては「カチューシャの唄」（1914年）がある。同曲は伝統的な民謡音階と西洋の長音階の折衷によって生まれたもので、単純な「日本的な歌」ではなく「ヨナ抜き＝日本調」という見方が同時代的には存在しなかったことがわかる。この曲の流行も演歌師の活躍が大きいとされており、この時期の演歌師は曲を流行させる媒介者としての要素が強かった。
レコード歌謡の世界において、前近代の日本の風土に由来する「日本調」のものとしては、お座敷の要素を取り入れた芸者風の歌手が挙げられる。曲調は享楽・官能的で、歌唱法に民謡や浪曲の特徴が一切ないなど、現在の演歌とはまったく異なる歌であった。
また、題材に「日本調」を取り入れたものとしては股旅物が挙げられるが、あくまで題材が日本調であるにすぎない。東海林太郎やディック・ミネは股旅物において西洋音楽芸術の歌唱法を用いた。股旅物というジャンル自体が当時の大衆小説による流行であり、伝統的なものではない。
戦後しばらくのレコード歌謡の主流の歌唱技術は西洋音楽技術に準ずるべきであると考えられており、藤山一郎・淡谷のり子・霧島昇らはいずれも音楽学校出身の歌手であった。彼らは流行する演歌の歌唱法に対して後に非難を繰り返すこととなる。

### 戦後のレコード歌謡の西洋化と演歌の原型の誕生

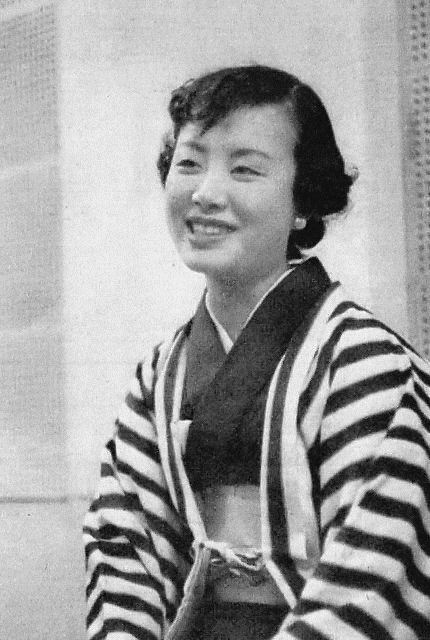
美空ひばり。毎日新聞社「毎日グラフ（1954年11月17日号）」より。

1945年の敗戦を境に、戦前からの連続的な文化は封建的とみなされ、米国から流れてきたジャズ調の楽曲がレコード歌謡の主流となる。吉田正がジャズ系の楽曲を生みだし、フランク永井・水原弘・石原裕次郎らが歌唱した。その他の作家としては古賀政男・服部良一・西條八十・藤浦洸らがいる。1960年ごろには橋幸夫・吉永小百合らによる「青春歌謡」が生まれた。
一方で1955年ごろからラジオが地方へ普及するにつれて、地方を舞台にした楽曲が生み出された（「田舎調」）。これらは股旅物や後の「ご当地ソング」のような様式化された地方ではなく、上京後の「望郷」がテーマになることが多かった（春日八郎「別れの一本杉・島倉千代子「逢いたいなァあの人に」・三橋美智也「リンゴ村から」など）。作曲家では船村徹が挙げられる。島倉は上述の芸者風の歌唱法を用い、三橋は初めて民謡調の発声をレコードに吹き込むなど、田舎調は論壇では劣勢な「日本調」的な特徴をもっていた。田舎調の楽曲は会話調の歌詞に起伏に富んだ旋律がつくもので、都会調で席捲されていたレコード歌謡に衝撃を与える。
その後、浪曲出身の村田英雄による「王将」（1961年）がヒット。1964年には都はるみがデビューし「アンコ椿は恋の花」がヒットする。筑波大学人文社会系教授の平山朝治は「演歌というジャンルの発祥は都はるみにある」と述べている。さらに美空ひばりと古賀政男という都会調を代表するコンビも「柔」（1964年）や「悲しい酒」（1966年）など田舎調に近い楽曲を発表した。後年「演歌」に分類されるひばりの楽曲はこのころから始まる。

### 流しと「艶歌」
1960年前後、「艶歌」と称されるジャンルが生まれた。これは明治期の演説歌とも後世の演歌とも異なり、夜の街の「流し」の系統に限定されていた。コロムビアのディレクター・馬淵玄三のプロデュースによるこまどり姉妹は流し出身で、艶歌の代表格である。当時の流しは任侠との親和性が高く、任侠映画と艶歌は同じ支持層をもっていた。北島三郎は「ギター仁義」「兄弟仁義」など任侠をテーマにした楽曲を発売した。
流しの特徴は作者不詳と共作である。「北上夜曲」「北帰行」（ともに1961年）を端緒とし、1962年に田端義夫による奄美地方の新民謡「島育ち」が発売、あわせて奄美関係の曲が多くヒットする。1964年には「お座敷小唄」（松尾和子、和田弘とマヒナスターズ）が歌詞を変えて共作された。この時期はグループサウンズの誕生によるレコード会社の専属作家制度の解体期と重なっており、作者不詳の歌の流用はその時代の要請に応じた潮流であったと考えられる。また、流しは盛り場を活動の舞台としていたため、巷の詠み人知らずの楽曲が手に入りやすい環境であった。専属作家制度の崩壊により、演歌のサウンドにおいても会社ごとの特色が失われていった。

### 日本調への評価の変化
上述の通り、進歩的文化人の間で日本的な歌や艶歌は否定され続けていた。園部三郎は戦前の歌謡界の変化を例にとり「いわゆる日本的旋律による哀感は、社会の頽廃期には必ず出現するほどまでになる」と日本的な歌を批判した。一般メディアではその政治性が消されて「不況になれば艶歌がはやる」という図式が示されていた。朝日新聞1964年12月13日付では「オリンピック不況の世相から、翌年は『演歌』ブームがやってくる」と予測されている。これが日本調の曲について「演歌」という表現が用いられた初例である。
一方で学生運動から生まれた新左翼は、従来の進歩的文化人の啓蒙思想や特権的態度への反発から、進歩派に「低俗」とされてきた民俗的・民衆的な文化を肯定的に読み解くようになる。新左翼的レコード歌謡論の始まりは『思想の科学』1963年10月号の座談会「流行歌にみる大衆思想―――アカシアの雨に打たれて」（多田道太郎・寺山修司・森秀人鼎談）である。このなかで寺山は「連帯」を価値とするうたごえ運動との対比で、歌謡曲を「孤絶したアウトローが一人で歌うもの」と規定した。そしてその要素として「さびしさ」「暗さ」を審美化したことで、後の「演歌」のフォーマットを提示した。一方森は、スターリニズムにかわる思想的潮流であった「疎外」や「性の解放」というテーマを絡めることによって、自身の思想的立場を固めた。森は安保闘争のあとに流行った「アカシアの雨がやむとき」を引き合いに出し、歌謡曲を「疎外された大衆の、女の魂をなまなましく歌いあげる」という側面を強調した。
次いで1965年、竹中労「美空ひばり―――民衆の心をうたって二十年」が出版される。このなかで竹中は、エリート階級による伝統的・日本的な歌への攻撃を批判し、その攻撃に耐えてひばりを民族的・民衆的な音楽の伝統を守った存在として称えている。当時ひばりは新左翼論壇において評価が低く、この論考は新鮮さをもって受け止められた。

### 五木寛之「艶歌」観の浸透
演歌の政治的批判精神が欠落し「艶歌化」したことは論壇での批判の対象になっていた。1966年、五木寛之は演歌プロデューサー・馬淵玄三をモデルにした小説「艶歌」を発表した。同作は艶歌と外来音楽のプロデューサーが、社内での進退をかけて売上を競う内容である。小説には以下の脚色がなされている。
- 「艶歌」はレコード歌謡の初期から存在する。
- 「艶歌」は軍歌や明朗快活な歌（「リンゴの唄」など）とは別の独自のカテゴリーを構成している。
- 「艶歌」制作は勘頼りの職人芸であり、合理的な西洋音楽とは相容れない。
- 「艶歌」は派手な売り出しを行わず、地道に売るものである。

主人公は、演歌の歌い方は「差別され、踏みつけられている人間が、その重さを葉を食いしばって全身ではねのけようとする唸り声」であると主張している。スガ秀実は、五木に吉本隆明「日本のナショナリズム」の影響が見られることを指摘した。
五木は社会批判の「演歌」が芸能化して「艶歌」となったことを肯定的にとらえた。五木は「大衆自身の声ではなく、インテリゲンチャの警世の歌」であることが「演歌」の弱さであり「艶歌」に転ずることによって、庶民の口に出せない怨念悲傷を歌う「怨歌」になったのだと記している。五木が艶歌の定義として設けた「暗さ」や「感傷性」は、従来の楽曲のジャンル分けとは異なる新しい枠組みであった。
1966年発表の美川憲一「柳ヶ瀬ブルース」は、有線放送を通じてローカルなヒットになった。これは地元の有線放送のヒットが全国区の大手レコード会社から発売される、というボトムアップ方式のヒットであり、レコード会社主導の上からのヒットという従前のモデルとは異なるものであった。同年デビューの青江三奈や森進一は「ブルース」と名付けられたご当地ソングを発売。ブルースの流行は、高度経済成長に伴う地方都市の小都会化に起因するとされる。

### 「演歌」の確立
1970年ごろから「民謡調」「浪曲調」「ナツメロ」「ムード歌謡」「流しが歌った歌」という「古くさい」とされた楽曲を総称して「演歌」と呼ぶようになる。1969年にデビューした藤圭子は、不幸な生い立ちと歌唱で演歌のイメージを決定づけた。五木は藤のファーストアルバムを「正真正銘の〈怨歌〉である」と称賛。藤は五木的な意味での典型的な「演歌」歌手であったが、曲調はブルース歌謡がメインで、社会的なメッセージ性をもつフォークソングの要素も取り入れていた。
国が豊かになるなか貧困層が見過ごされる時代に、藤の「怨歌」は好評を得た。1970年版の『現代用語の基礎知識』では「演歌（艶歌）」の項目が立てられ、藤のブレイクに伴って「演歌」が世間一般の知名度を得る。同年、オリコンが「演歌ランキング」の集計を開始し「演歌」というジャンルが確立された。
藤のブームにより若者にも演歌が受け入れられ、若者向けの雑誌でも演歌歌手が多く取り上げられた。また、グループサウンズや青春歌謡の歌手も、演歌に寄せた曲を発表した。

### 演歌の健全化と様式美

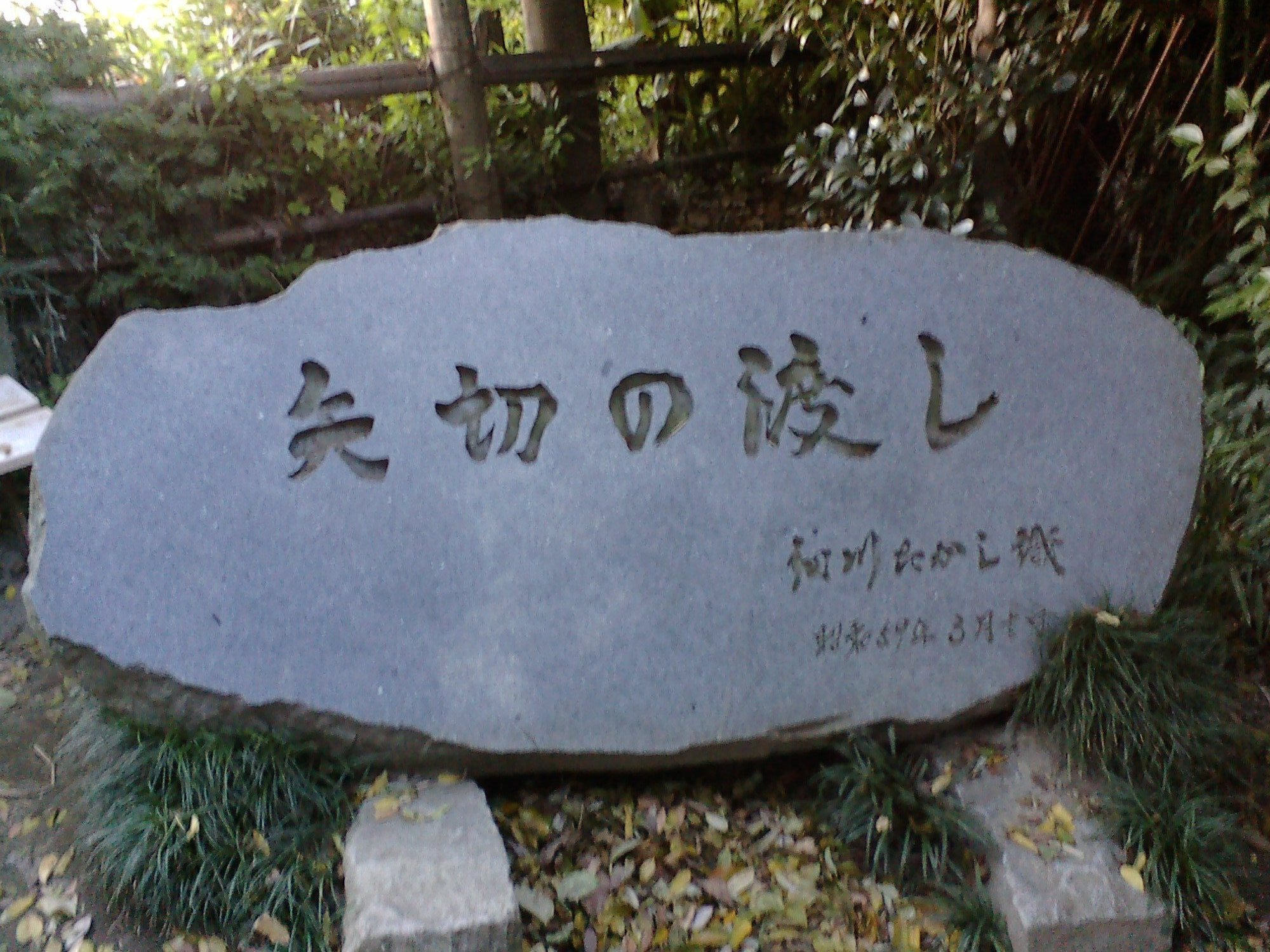
「矢切の渡し」碑、細川たかし識、1984年3月吉日

1973年、春日八郎がリサイタル「演歌とはなんだろう」で文化庁芸術芸能部門大賞を受賞。アウトローから始まった演歌が早くも国民の文化財という主流派の立ち位置を得て、その先鋭性を失った。
一方、演歌の特徴的な形式のみが切り離され、この要素を商業的に消費する流れが続いた。1972年にコミックバンドのぴんからトリオが歌う「女のみち」が大ヒット。同曲は過剰にこぶしを強調していた。翌1973年も様式化した曲調の殿さまキングス「なみだの操」がヒットする。1974年のさくらと一郎「昭和枯れすゝき」は大正期の船頭小唄にフォークの要素を加え、男女の悲恋を強調した。1970年代後半は五木ひろしと八代亜紀が人気を得るが、曲調はモダンなものであった。
1977年にはカラオケが登場する。当時のカラオケは夜の盛り場で用いられることが多く、演歌が人気であった。このころのヒット曲は都はるみ「北の宿から」や石川さゆり「津軽海峡・冬景色」で、演歌の舞台には徐々に北方の雪景色が多数を占めるようになった。1979年にはカラオケ酒場を主な舞台とした「演歌復興」が言いはやされ、小林幸子「おもいで酒」・渥美二郎「夢追い酒」など「酒」が演歌の重要な要素に加わる。
テレビ番組では、1981年から『NHK歌謡ホール』がスタート。演歌歌手メインの番組であるが、新曲よりも過去のスタンダードナンバーを中心とする構成であった（後継番組は現在まで継続）。さらに演歌が「カラオケで歌う歌」となったため、歌詞・曲調・歌唱技法が均質化していった。やがてカラオケ教室が流行し「明るい家庭」とは対極的な立ち位置にあった演歌が、中高年女性に支持されるようになった。これに伴い、川中美幸「ふたり酒」（1980年）や三船和子「だんな様」（1983年）など「夫婦」が演歌のテーマに加わる。ところが1980年代後半になると、カラオケボックスの普及によって若者がカラオケを利用するようになり、演歌の占めるシェアは狭まっていった。
このころ、演歌独自の音楽表現に嫌悪を示す者も現れた。作曲家のすぎやまこういちは「演歌撲滅運動」を提唱し「日本の音楽文化に暗黒時代を築いた」と自著に記している。歌手の淡谷のり子は演歌嫌いを公言した。

### 平成期

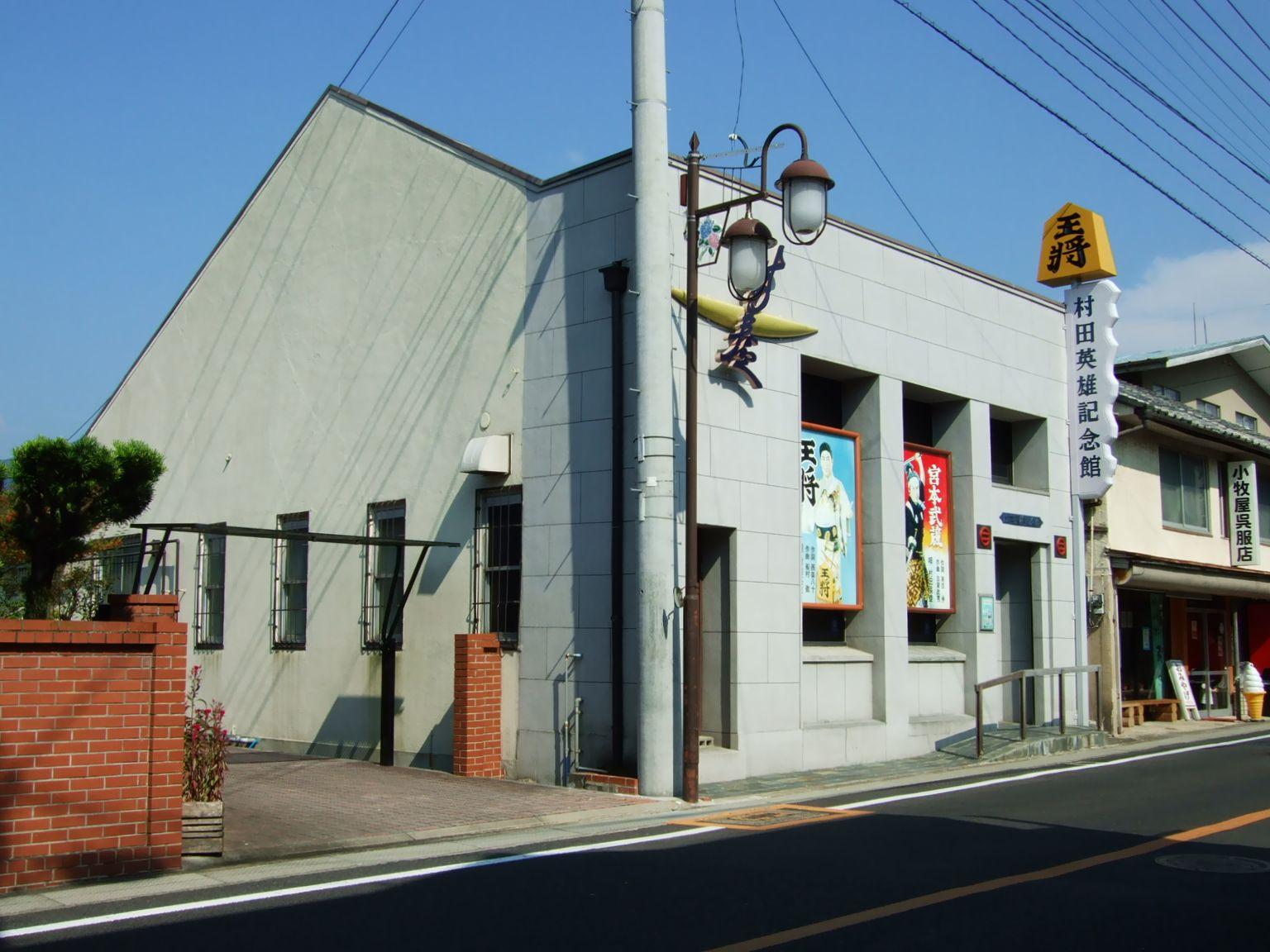
村田英雄記念館（2025年3月16日で閉館）

平成に入ると演歌界はスター不在の氷河期を迎え、突如として演歌衰退論が強まる。J-POPがレコード産業の主力となり、演歌の市場規模は縮小の一途をたどった。1996年にはオリコンチャートが発足した1968年以来初めて、年間シングルチャート100位以内に演歌がランクインしなかった（演歌で年間1位の伍代夏子「鳴門海峡」は総合で年間153位）。1989年から2019年までの平成30年間において、オリコン年間ランキング20位以内にランクインした演歌は2000年の大泉逸郎「孫」のみである。
1990年代後半には日本テレビ『とんねるずの生でダラダラいかせて!!』の企画から誕生した憲三郎&ジョージ山本の「浪漫-ROMAN-」、NHK『ふたりっ子』の劇中歌だったオーロラ輝子の「まごころの橋／夫婦みち」といったテレビ番組のタイアップ曲がヒット。従来の地道なキャンペーンで演歌を売ることが難しくなっていった。1990年代末にはレコード会社が演歌部門を撤退し、大御所歌手さえもリストラされる事態に陥る。リストラされた演歌歌手の多くは、演歌を主力とするレコード会社に移籍した。
2000年代前半にはJ-POPの低調もあり、CD売上枚数に占める演歌のシェアが相対的に上昇しつつあるとされる。オリコン調べによると演歌のシェアは2000年ごろは3%程度だったが、2003年は7.7%、2004年上半期は8.6%である。秋元順子「愛のままで…」・ジェロ「海雪」のヒットが生まれた2008年は、演歌・歌謡曲のシェアが10%台にまで回復した。しかし、音楽業界全体の勢いがなくなるとともに、レコード会社はカラオケ愛好家向けの「覚えやすくて歌いやすい歌」で商業の安定化を図るようになった。これによって平成期には「同時に顧客も1種類になっちゃった」と『オリジナル・コンフィデンス』編集長の西久保秀文が指摘している。ファンの高齢化が進み、2005年ごろには観客の大半が70代以上であったとされる。
また、演歌というジャンルの土台を築いた春日八郎・三橋美智也・三波春夫・村田英雄らの男性歌手や「演歌の女王」と称された美空ひばり・島倉千代子らの女性歌手が亡くなった。作詞・作曲家などの共同製作者が鬼籍に入り、ヒット曲の作り手も減少している。

## 現在
日本レコード協会の「2015年 度よく聞く音楽ジャンル調査」によれば、60代の25.3%、50代の18.7%が演歌・歌謡曲を愛聴しているが、それ以下の世代は10%に満たなかった。4年後の同調査では60代19.5%、50代13.6%となった。
『日本レコード大賞』においても、2006年に氷川きよしの「一剣」が大賞を受賞して以来、大賞受賞が遠ざかり、演歌界は氷川による「一強の大横綱」状態である。一方で、2017年から2019年にかけて、演歌歌手がJ-POPを歌う『演歌の乱』が放送され、若年層のあいだで演歌歌手の歌唱力の高さが話題になった。2015年以降、新たな試みとして氷川きよし「限界突破×サバイバー」をはじめ、徳永ゆうき「車輪の夢」・石原詢子「ただそばにいてくれて」(古内東子詞曲)・島津亜矢「SINGALONG」などポップス調のシングルがリリースされている。
CDの売上については、その大半をコンサートやキャンペーンでの現地販売に頼っており、コロナ禍には売上が激減した。
また、2022年の音楽市場規模3,946億円のうち、ポップスが91％を占めるのに対し、演歌の割合は1.4%にとどまった。2023年における演歌・歌謡曲のコンサート動員数は109万人で、2013年比72.2%と3割近く減少。新譜数も1986年1,730曲、2001年1,790曲から2022年638曲へと激減している。
この窮状から政治に支援を求める向きもある。2016年3月、歌手の杉良太郎が長年の友人である二階俊博に依頼したことにより、 議員連盟「演歌・歌謡曲を応援する国会議員の会（演歌議連）」が発足した。五木ひろしも同年2月に国務大臣の遠藤利明を訪問し、2020年東京オリンピックにて、ジャンルや世代を越えた多くのアーティストがテーマ曲を歌うことを提案した。五木は12月にも自民党本部を訪れ、林幹雄幹事長代理と演歌議連の活動などについて歓談している。演歌議連発足を受けて、作詞家の及川眠子は「自分たちの不勉強や努力のなさを棚に上げ、国会議員に縋ろうとする意地汚さ。同じ業界に生きる者として恥ずかしい」と非難した。2019年から2023年にかけて、議員連盟後援のコンサートが開催されている。
主要テレビ局が演歌を忌避する一方で、予算の少ない独立局では現在も演歌の需要が高い。千葉テレビ放送など一部の独立局では、シニア層の視聴が多い平日午前を中心に演歌番組を放送しており、お笑い第七世代になぞらえた「演歌第7世代」（辰巳ゆうと・新浜レオンら、主に2010年代にデビューした歌手）といった新人歌手もいる。

## 歌手とファン層
演歌歌手には、大前提として歌唱力が求められる。演歌自体は伝統文化ではなく流行音楽であるが、伝統芸能をルーツとする歌手も多い。民謡出身に三橋美智也・細川たかし・成世昌平（成世流家元）・福田こうへい、詩吟出身に石原詢子（揖水流家元）・三山ひろし、浪曲出身に三波春夫・村田英雄らがいる。
一方、初めから演歌に焦点を置く者も増えており、現在ではカラオケ大会でスカウトされてデビューするのが主流となっている。小林幸子・天童よしみ・神野美伽・田川寿美・市川由紀乃らは「ちびっ子のど自慢」の出身である。
演歌ファンは歌手のパーソナリティを重視する傾向がある。演歌歌手の元祖とも言える藤圭子は、浪曲師の父・盲目の三味線瞽女の母に連れられ、極寒の旭川でその日暮らしの巡業をしながら育った。大阪の貧困家庭に育った中村美律子の半生は『雲の上の青い空』としてテレビドラマ化された。小林幸子の10年におよぶ下積み時代は語り草となっている。演歌は人生経験によって理解が深まるものであり「歌い手の人間性が見えてこその演歌」とされている。そのため、歌手の経歴には何らかの物語が付与されていることが多い。
演歌ファンはビジュアルへのこだわりが少なく「アイドル気のない子が演歌に行く」という状況が続いた。この風潮に一石を投じるべく、ソニーミュージックは伍代夏子・藤あや子・石原詢子をデビューさせ「美人演歌のソニー」として成功を収めた。
1980年代後半から1990年代前半にかけては、アイドル的なルックスをもつ歌手が「エンドル（演歌のアイドル）」として売り出された（石原詢子・長山洋子・大和さくらら）。1990年代後半にも、演歌のアイドルには水田竜子や林あさ美がいたが、男性の枠は長らく不在であった。
氷川きよしは茶髪にピアスと、あえて演歌とのギャップを狙った戦略をとり、アイドルさながらのルックスでスターダムに駆け上がった。氷川の成功を受けて、若い男性演歌歌手が続々とデビュー、「エンドル」に代わる「イケメン演歌歌手」として人気を伸ばしている。しかしこの傾向は男性のみで、女性歌手には長らくスターが不在なうえ、若手も伸び悩んでいる。もっとも、ソニーミュージックの成功には功罪があり、1992年の時点で美形の歌手が主流を占めて本流であった本格派の歌手が減っていると評された。
このほか、アイドル出身の演歌歌手に城之内早苗（元おニャン子クラブ）・中澤裕子（元モーニング娘。、ポップスに転向）・岩佐美咲（元AKB48）がいる。
演歌は都市部よりも地方で人気が高く、ファンの大半が70代以上であるとされる。歌詞もビジネスマンより漁師や農家に馴染みやすい内容となっている。時事通信社の「好きな音楽ジャンル調査」では、農林漁業従事者は74.4％が演歌を好むのに対し、事務職従事者は18.2％にとどまった。日本レコード協会の「2019年度 よく聞く音楽ジャンル調査」によれば、すべての年代で女性より男性による支持率が高い（男性の演歌愛聴率は40代と30代では女性の約3倍、20代では3.4倍）。平成以降は年齢を超えたヒット曲がほとんどなく、歌謡番組では高齢の視聴者に配慮して、大きな字幕を表示している。レコード会社も30万枚売れる歌手を育てるのではなく、3万枚売れる歌手を10人抱えればよいというビジネス観である。
また、トラックやタクシーのドライバーとの結びつきが強く、トラックメーカー提供の深夜ラジオ番組が50年の長きにわたって放送された。番組では若手の女性演歌歌手がパーソナリティを務め、道路交通情報を伝えた。ドライバーは『いすゞ歌うヘッドライト』派と『走れ！歌謡曲』派に二分され、各番組が業務中の「オアシス」となっていた。八代亜紀は映画『トラック野郎』への出演をきっかけにトラックドライバーの人気を集め「トラック野郎の女神」と称された。
演歌歌手は、紅白出場をもって一流歌手の仲間入りと見なされている。しかし、演歌勢が半数以下となった2002年・第53回以降、出場数は減少の一途をたどる。さらに、本来支持層であったはずの65歳以上も含めて演歌歌手の出番になると視聴率が落ちるため、紅白の鬼門となっている。視聴率の取れない演歌歌手の扱いは長年の課題で、近年は歌唱がBGMのように扱われるなど「イロモノ演出」が増加している。
その一方で、紅白出場という通り一遍の道ではなく、既存路線に囚われない、新たな道を模索する歌手もいる。例としてはニコニコ動画にて「ラスボス」の愛称で若年層から親しまれる小林幸子、YouTubeにて海外人気を博した三田りょう、アメリカのフェスに出演した神野美伽、パリ公演を開催した八代亜紀があげられる。2022年には韓国人DJ・Night Tempoによる細川たかしの「北酒場」のリエディット版が発売されるなど
、国境を越えた演歌ファンの獲得も期待されている。

## 海外での演歌

### 台湾
戦前に日本語教育を受けた世代によって演歌が歌われ、高齢者を中心になじみ深い音楽ジャンルとなっている。1960年代以降、台湾の歌謡曲は日本の演歌のメロディーを積極的に取り込んだため「台湾語歌謡と日本の演歌は似ている」と言われる。1987年に民主改革により日本語曲が解禁になると、演歌のカバーが製作され、音楽番組での歌唱もさかんに行われるようになった。2024年現在も日本の演歌歌手による台湾公演が企画・実施されている。

### 韓国
日本統治期に入ってきた演歌から派生したとされるトロットというジャンルがある（演歌というジャンル名自体は、日本統治期に存在しなかったものの、演歌調の歌はあった）。1990年代に人気が下火となったが、2000年代に入ってヒット曲が生まれ再ブームとなった。トロットは「中高年層が好む音楽」「なんとなく古臭てダサい音楽」という見方が強かったが、2010年代後半に音楽オーディション番組にて再び注目され、2020年代に入って幅広い年齢層の支持を集めている。

### 中国
文化大革命期、演歌は享楽主義的で毛沢東が社会主義の大義に反するとして、禁止された。その一方でテレサ・テンら台湾の歌手が中国語でカバーした日本の演歌が広く浸透している。これらの演歌は一般に台湾の歌として認識されており「台湾歌」と呼ばれている。1980年代には中国人歌手による「北国の春」のカバーが流行したこともあった。

### 東南アジア
中国系の住民が多く、それらのうち福建系の住民は台湾語とほぼ同じ言語（閩南語）を話すため、台湾語でカバーされた日本の演歌や台湾語のオリジナル演歌が「福建歌」「Hokkien Song」として普及している。これらは一般に「チャイニーズ・ソングのカバー」と認識されている。インドネシアのポピュラー音楽・ダンドゥットは「インドネシア版演歌」とも言われる。ダンドゥットは、アメリカのカントリーミュージックや日本の演歌のように地方の高齢者が主な支持層であるが、2018年時点でもGoogleの楽曲検索トレンド上位に入るという根強い人気を見せている。タイの伝統音楽モーラム、歌謡ジャンルルクトゥンは演歌との類似を指摘されている。

### 北米
2010年にラッパーのカニエ・ウェストがアルバム「My Beautiful Dark Twisted Fantas」の収録曲「Dark Fantasy」にて梶芽衣子の「銀蝶渡り鳥」をサンプリングしたことで販売元のテイチクエンタテインメントと係争騒動を引き起こした。

### 南米
1970年代までに25万人以上の移民を受け入れた関係で、ブラジルでは日本の演歌やカラオケが人気である。また大城バネサや南かなこといった南米出身の日系演歌歌手もいる。

### 欧州
ポルトガルの民族音楽・ファドは、演歌との相似性が高いとされている。

### インド
インドのゴア地方のゴア歌謡は、ポルトガルからの影響を受けているため、演歌との相似性が高いと言われる。

### その他
中央アジアのキルギス共和国では、2013年8月に三田りょうが同国独立22周年記念コンサートにて5万人以上の観客を前に『風の旅人』を披露、動画投稿サイトYouTubeにて2か月で100万回再生を記録した。

## オリコンシングルチャート1位獲得作品
太字はミリオンセラーとなったもの。演歌・歌謡曲として歌謡曲も一部含まれる。

### 週間
- 星影のワルツ（千昌夫）

1968年6月3日付 - 7月1日付、8月17日付の6週
- 港町ブルース（森進一）

1969年6月9日付 - 7月7日付の5週
- 池袋の夜（青江三奈）

1969年9月8日付 - 10月13日付の6週
- 女のブルース（藤圭子）

1970年3月30日付 - 5月18日付の8週
- 圭子の夢は夜ひらく（藤圭子）

1970年5月25日付 - 7月27日付の10週
- 京都の恋（渚ゆう子）

1970年11月9日付 - 12月28日付の8週
- 望郷（森進一）

1971年1月25日付 - 2月8日付の3週
- よこはま・たそがれ（五木ひろし）

1971年7月19日付の1週
- わたしの城下町（小柳ルミ子）

1971年7月26日付 - 10月11日付の12週
- 雨の御堂筋（欧陽菲菲）

1971年11月8日 - 1972年1月3日の9週
- 瀬戸の花嫁（小柳ルミ子）

1972年5月15日付 - 6月5日付の4週
- 京のにわか雨（小柳ルミ子）

1972年9月11日付 - 9月25日付、10月9日付 - 10月16日付の5週
- 女のみち（宮史郎とぴんからトリオ）

1972年10月30日付 - 1973年2月12日付の16週
- なみだの操（殿さまキングス）

1974年3月18日付 - 5月13日付の9週
- 夫婦鏡（殿さまキングス）

1974年7月15日付 - 8月5日付の4週
- 冬の駅（小柳ルミ子）

1974年11月18日付、12月9日付の2週
- あなたにあげる（西川峰子）

1974年12月16日付の1週
- 昭和枯れすゝき（さくらと一郎）

1975年4月28日付 - 5月12日付の3週
- 心のこり（細川たかし）

1975年7月28日付 - 8月18日付の4週
- 北の宿から（都はるみ）

1976年12月6日、12月20日付 - 1977年1月10日付の4週
- おもいで酒（小林幸子）

1979年7月23日付の1週
- 矢切の渡し（細川たかし）

1983年4月18日付 - 5月2日付の3週
- あじさい橋（城之内早苗）

1986年6月23日付の1週、史上初の演歌初登場1位曲
- 雪國（吉幾三）

1987年2月9日付の1週
- 北の旅人（石原裕次郎）

1987年8月24日付の1週
- 浪花いろは節（関ジャニ∞）

2004年10月4日付の1週、平成初の演歌1位曲
- 初恋列車（氷川きよし）

2005年2月21日付の1週、平成初の演歌初登場1位曲
- 愛のままで…（秋元順子）

2009年1月26日付の1週、オリコン1位の史上最年長記録
- 浪曲一代（氷川きよし）

2009年2月16日付の1週
- ときめきのルンバ（氷川きよし）

2009年8月31日付の1週
- 鞆の浦慕情（岩佐美咲）

2014年1月20日付の1週、オリコン1位の売上ワースト2位・初登場1位の売上ワースト1位記録
- 群青の弦（氷川きよし）

2022年2月8日付の1週、令和初の演歌初登場1位曲
（1968年1月4日付から2022年2月8日付まで、計31曲）

### 年間
- 1968年度 星影のワルツ（千昌夫）
- 1971年度 わたしの城下町（小柳ルミ子）
- 1972年度 - 1973年度 女のみち（宮史郎とぴんからトリオ）
- 1974年度 なみだの操（殿さまキングス）
- 1975年度 昭和枯れすゝき（さくらと一郎）
- 1979年度 夢追い酒（渥美二郎） - 週間最高2位
- 1983年度 さざんかの宿（大川栄策） - 週間最高2位
- 1987年度 命くれない（瀬川瑛子） - 週間最高2位

（1968年度から2024年度まで、計8曲）

## テレビ番組
- 演歌の花道 - 演歌専門の音楽番組（1978 - 2012年、テレビ東京）
- 木曜8時のコンサート〜名曲!にっぽんの歌〜（2011年10月13日 - 2017年3月、テレビ東京）
- 演歌百撰（テレビバージョン）
- ごごウタ（ごごナマ、2017年、NHK総合)
- はやウタ（2021年 - 、NHK総合)

## ラジオ番組
- 氷川きよし節（文化放送制作・NRN各局）
- せんねん灸プレゼンツ しあわせ演歌・石原詢子です（ラジオ大阪・文化放送）
- 歌謡曲主義（東海ラジオ）

以下はすべてアール・エフ・ラジオ日本で放送。
- 杉紀彦のラジオ村
- 夏木ゆたかのホッと歌謡曲
- 坂井隆夫のほのぼの歌謡曲→おはよう歌一番
- 歌謡曲☆歌謡曲
- 三波豊和の歌うラジオ
- ひばりさんへの手紙
- えんか侍
- 突撃! 日本の歌道中
- それ行け! 歌謡道中
- 松村和子と立花英樹の歌仲間

## 演歌を題材にした作品
映画
- 風流演歌隊（監督・伏水修、P.C.L.映画製作所、1937年）
- やくざの歌（監督・若林幹、東映、1963年)
- やくざ演歌師（東映、1963年）
- わが命の唄 艶歌（監督・舛田利雄、日活、1968年) - 五木寛之の小説『艶歌』の映画化
- 夜の歌謡シリーズ 女のみち（監督・山口和彦、東映、1973年)
- 夜の歌謡シリーズ なみだ恋（監督・斎藤武市、東映、1973年)
- 夜の演歌 しのび恋（監督・降旗康男、東映、1974年)
- 演歌で綴る 任侠の系譜（監督・内藤誠、東映、1977年)
- 男はつらいよ 旅と女と寅次郎（監督・山田洋次、松竹、1983年）
- シャ乱Qの演歌の花道（監督・滝田洋二郎、フジテレビ、1997年）
- のど自慢（監督・井筒和幸、東宝、1999年）
- ビッグ・ショー！ ハワイに唄えば（監督・井筒和幸、東宝、1999年） - 都はるみ助演
- 覆面ダルホ〜演歌の花道〜（監督・キム・サンチャン、キム・ヒョンス、韓国映画、2007年）
- 山内惠介・THE歌謡ムービー 昭和歌謡危機一髪！（監督・すずまさ、松竹、2014年）

テレビドラマ
- 涙の河をふり返れ〜艶歌より（よみうりテレビ、1971年）
- 海峡物語（テレビ朝日、1977年）
- ギョーカイ君が行く!（フジテレビ、1987年）
- 演歌・唱太郎の人情事件日誌（TBS、1996 - 1997年）
- おだまりコンビシリーズ（フジテレビ、1999 - 2002年）
- 演歌の女王（日本テレビ、2007年）
- テレサ・テン物語〜私の家は山の向こう（テレビ朝日、2007年）
- 男の操（NHK BSプレミアム、2017年）

小説
- 艶歌（五木寛之、講談社、1966年） - モデルは音楽ディレクターの馬渕玄三
- われはうたへど（五木寛之、講談社、1969年）
- 涙の河をふり返れ（五木寛之、文藝春秋、1970年）
- 演歌殺人事件（福田洋、日本文華社、1986年）
- 旅の終わりに（五木寛之、サンケイ出版、1986年） - 『艶歌』の続編
- 艶歌・海峡物語（五木寛之、講談社、1987年） - 同上
- 演歌の虫（山口洋子、文藝春秋、1988年）
- 夢追い人生 水前寺清子物語（山口敬司、海鳥社、2002年）
- 怨歌の誕生（五木寛之、双葉社、2013年）

随筆
- 演歌巡礼 苦悩と挫折の半生記（船村徹、講談社、1983年）
- 演歌と日本人 「美空ひばり」の世界を通して日本人の心性と感性を探る（山折哲雄、PHP研究所、1984年）
- ど演歌マイ・ウェイ おんな心と男の夢をうたい続けて20年（宮路オサム、廣済堂出版、1986年）
- 演歌流生記（金子潔、新日本出版社、1987年） - 著者は大正生まれの演歌師
- あほやねん―海峡を越えた一羽のカモメ（桂銀淑、双葉社、1991年）
- なにわの演歌星 演歌星たちのド根性物語（亜蘭忍、言論出版社、1992年）
- 酒と演歌と男と女（猪俣公章、講談社、1993年）
- 生活史叢書 演歌師の生活（添田知道、雄山閣、1994年）
- 日本の名随筆 (別巻82) 演歌（天沢退二郎、作品社、1997年）
- 船村徹の世界 演歌に青春譜を刻んだ男（下野新聞社、下野新聞社出版本部、1997年）
- 演歌・艶歌・援歌 わたしの生き方 星野哲郎（佐藤健、毎日新聞出版、2001年）
- 女たちの流行歌（はやりうた）（小西良太郎、産経新聞ニュースサービス、2001年）
- 夢ひとすじに（原田悠里、竹内書店新社、2001年）
- 歌は心でうたうもの 私の履歴書（船村徹、日本経済新聞社、2003年）
- 小林幸子 わたしはあきらめない（NHK「わたしはあきらめない」制作班、KTC中央出版、2003年）
- 氷川きよし わたしはあきらめない（同上）
- きよしへ 氷川きよし博多純情ものがたり（本間繁義、アールズ出版、2004年）
- 人を育てる 船村徹 情歌の世界（井上安正、中央公論新社、2009年）
- 演歌は国境を越えた 黒人歌手ジェロ 家族三代の物語（小堺正記、岩波書店、2011年）
- 演歌よ今夜も有難う 知られざるインディーズ演歌の世界（都築響一、平凡社、2011年）
- 魂の響き―のぞみ（船村徹、潮出版社、2013年）
- 追悼 藤圭子「演歌の星」は苦悩の果てに…（リムショット編集部、2013年）
- 昭和演歌の歴史 その群像と時代（菊池清麿、アルファベータブックス、2016年）
- 演歌に怒りなし ―演歌の類型―（原護、文芸社、2017年）
- 目が見えない演歌歌手 （清水博正、山中企画、2017年）
- 中上健次 電子全集14 ジャズと演歌と都はるみ（中上健次、小学館、2017年） - 電子版のみ

漫画
- 星くずパラダイス（克・亜樹、小学館、1989年 - 1991年）
- 俺節（土田世紀、小学館、1991 - 1993年）
- 演歌の達シリーズ（高田靖彦、小学館）
  -  演歌の達 約束（同上）
- 男の操（業田良家、小学館、2003 - 2006年）
- 艶歌 果てしなきカーテンコール（汐見朝子、双葉社、2004年）
- 炎歌（芳文社、2006年） - モデルは坂本冬美、坂本のファンクラブ限定で製本化
- 俺様アイドルは演歌がお好き（水瀬結月、二見書房、2011年）
- 演歌漫画シリーズ（中西やすひろ、少年画報社、2022年）
  -  演歌漫画 三山ひろし物語（同上）

ゲーム
- 爆走デコトラ伝説シリーズ - 走行中BGMに演歌を採用
- 思い出カルタ3 昭和の演歌・歌謡曲

落語
- 親父の演歌(桂三枝)『桂三枝の笑宇宙 05』収録、2012年